# Distretto di Hodonín
Il distretto di Hodonín (in ceco okres Hodonín) è un distretto della Repubblica Ceca nella regione della Moravia Meridionale. Il capoluogo di distretto è la città di Hodonín.

## Geografia antropica
Il distretto conta 82 comuni:

### Città
- Bzenec
- Dubňany
- Hodonín
- Kyjov
- Strážnice
- Veselí nad Moravou
- Vracov
- Ždánice

### Comuni mercato
- Il distretto non comprende comuni con status di comune mercato.

### Comuni
- Archlebov
- Blatnice pod Svatým Antonínkem
- Blatnička
- Bukovany
- Čejč
- Čejkovice
- Čeložnice
- Dambořice
- Dolní Bojanovice
- Domanín
- Dražůvky
- Hovorany
- Hroznová Lhota
- Hrubá Vrbka
- Hýsly
- Javorník
- Ježov
- Josefov
- Karlín
- Kelčany
- Kněždub
- Kostelec
- Kozojídky
- Kuželov
- Labuty
- Lipov
- Louka
- Lovčice
- Lužice
- Malá Vrbka
- Mikulčice
- Milotice
- Moravany
- Moravský Písek
- Mouchnice
- Mutěnice
- Násedlovice
- Nechvalín
- Nenkovice
- Nová Lhota
- Nový Poddvorov
- Ostrovánky
- Petrov
- Prušánky
- Radějov
- Ratíškovice
- Rohatec
- Skalka
- Skoronice
- Sobůlky
- Starý Poddvorov
- Stavěšice
- Strážovice
- Sudoměřice
- Suchov
- Svatobořice-Mistřín
- Syrovín
- Šardice
- Tasov
- Těmice
- Terezín
- Tvarožná Lhota
- Uhřice
- Vacenovice
- Velká nad Veličkou
- Věteřov
- Vlkoš
- Vnorovy
- Vřesovice
- Žádovice
- Žarošice
- Želetice
- Žeravice
- Žeraviny